# Verletzter
Als Verletzter wird in der Unfallchirurgie und der Notfallmedizin eine Person bezeichnet, die durch einen Unfall oder ein Verbrechen eine körperliche Schädigung erlitten hat, die schwer genug ist, sie an normalen Verrichtungen zu behindern.
Üblicherweise unterscheidet man:
- Leichtverletzte, die nach einer Erstversorgung in häusliche Pflege entlassen werden können oder weniger als 24 Stunden im Krankenhaus verbleiben müssen
- Schwerverletzte, die länger als 24 Stunden im Krankenhaus verbleiben müssen[1]
- Lebensgefährlich Verletzte (umgangssprachlich auch Schwerstverletzte), die nach einem Unfall einer primärärztlichen Intervention bedürfen, auf einer Intensivstation versorgt werden müssen und mindestens 24 Stunden im Krankenhaus verbleiben müssen[2]

In der militärischen Notfallmedizin mit Verwundeten werden diese in umgekehrter obiger Reihenfolge auch als wounded in action abgekürzt WIA 1 bis WIA 3 bezeichnet, um ihre Behandlungsbedürftigkeit nummerisch kenntlich zu machen.
Neben körperlich versehrten Personen gibt es auch den Begriff der psychisch oder seelisch Verletzten. Zu einer solchen Beeinträchtigung kann es unter anderem durch starke Kränkung oder Ablehnung, durch Stress, einen Unfall oder ein Verbrechen kommen. Der Unfallbegriff erläutert daher auch in den DGUV Grundlagen der Begutachtung von Arbeitsunfällen, dass eine z. B. durch Strahlung bzw. auch durch psychische Traumen verletzte Person keine äußerlich sichtbare Einwirkung zeigen muss.
Im Bereich Maritime Medizin erkennbar können infolge berufsbedingter Übermüdung von Seeleuten durch Schlafdefizit auch Personen aus der Berufsgruppe der Seeleute zu psychisch oder seelisch Verletzten werden und beispielsweise an Depression erkranken.
Das Zivilrecht vieler Staaten kennt eine Berücksichtigung seelischer Schmerzen (soweit möglich) bei der Zuerkennung oder Bemessung des Schmerzensgeldes.